# Reprezentacja Kosowa w piłce siatkowej kobiet
Reprezentacja Kosowa w piłce siatkowej kobiet – narodowy zespół siatkarek, który reprezentuje Kosowo w meczach i turniejach międzynarodowych organizowanych przez FIVB i CEV. Za organizację reprezentacji odpowiedzialna jest Siatkarska Federacja Kosowa.
Siatkarki reprezentacji Kosowa rywalizują w turniejach międzynarodowych od 2016 roku, kiedy to Siatkarska Federacja Kosowa została członkiem FIVB. Uczestniczyły w kwalifikacjach do Mistrzostw Świata 2018, zajmując ostatnie miejsce w grupie C z zerowym dorobkiem punktowym. W 2018 roku rywalizowały w grupie A rozgrywek Srebrnej Ligi Europejskiej, nie wygrywając żadnego meczu. W maju 2021 roku walczyły w kwalifikacjach do Mistrzostw Europy, nie uzyskując awansu do turnieju głównego.